# Jeton de casino
Pour les articles homonymes, voir Jeton (homonymie).
 (avril 2016).
Si vous disposez d'ouvrages ou d'articles de référence ou si vous connaissez des sites web de qualité traitant du thème abordé ici, merci de compléter l'article en donnant les références utiles à sa vérifiabilité et en les liant à la section « Notes et références ».
Un jeton de casino est un moyen de paiement couramment utilisé dans les casinos pour jouer à des jeux de hasard, tels que le poker, le blackjack, la roulette, etc.
Ces jetons sont des plaques de forme généralement circulaire, parfois rectangulaire, qui remplacent les espèces à une table de jeu dans un casino, pour des raisons de sécurité et de place (de grosses sommes sont remplacées par un seul jeton).
Les jetons de casino présentent de tels avantages que leur usage s'est systématisé et que leur production s'est industrialisée. Autrefois, réservés aux passionnés, aux clubs et aux casinos, ils font maintenant partie de la panoplie courante du jeu.

## Les types de jetons
Différents types de jetons sont utilisés :

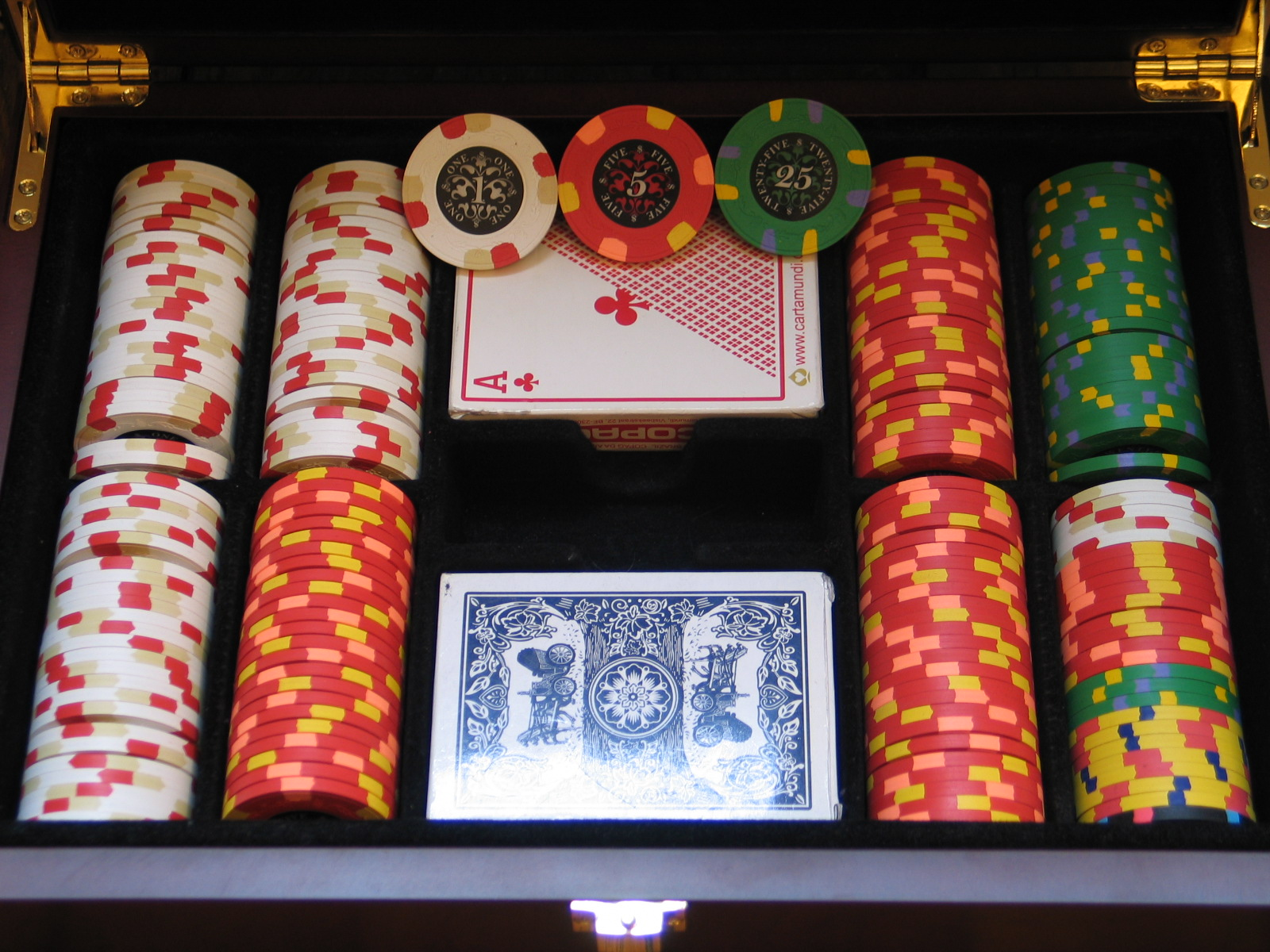
Jetons en argile

- Les jetons en plastique (plastic chips) sont les plus courants. Souvent peu onéreux, offerts, ils rendent service mais sont généralement réservés aux débutants, tenus pour « trop communs », leur prix est généralement de trois à quatre centimes le jeton. Cependant, certains jetons en plastique (Bud Jones, Bourgogne et Grasset) sont utilisés dans de nombreux casinos et sont d'excellente qualité.
- Les jetons en argile (clay chips) ont été conçus par John W. Davis, qui est d'ailleurs l'inventeur de ce système de jetons pour le poker[1]. Ce type de jetons faisaient partie des plus courants. Aujourd'hui majoritairement trouvable d'occasion via certains sites[2], rares sont les revendeurs[3],[4] à en avoir neufs. Très agréables au toucher, ils sont également personnalisables. Ainsi, on peut faire marquer un nominal ou les faire frapper de son logo. Le prix de ces jetons est généralement 1,20 € mais peut atteindre, pour des versions rares, 5 € le jeton.
- Les jetons en composite (ABS) sont courants. Bien que plus lourds que les autres jetons, leur composition (métal enrobé de plastique) leur confère une résistance particulière. Ce sont les plus économiques, très bonne qualité et prix faible (0,12 € le jeton).
- Les jetons mixtes avec un insert en métal (coin inlay chips) proposent la plupart du temps un entourage en argile et un centre en forme de pièce de monnaie avec la désignation de la valeur qui s'y trouve gravée.
- Les jetons en céramique (ceramic chips) ont un grand avantage, celui de la personnalisation. Nombreuses sont les sociétés qui permettent de créer des sets de jetons à la demande d'après des fichiers vectorisés ou matriciels plus simple (jpg, png). Ils ont l'autre atout d'être agréables au touché. Les types "smooth" encore plus. Il faut compter entre 170 et 220 € pour une boite de 300 jetons.

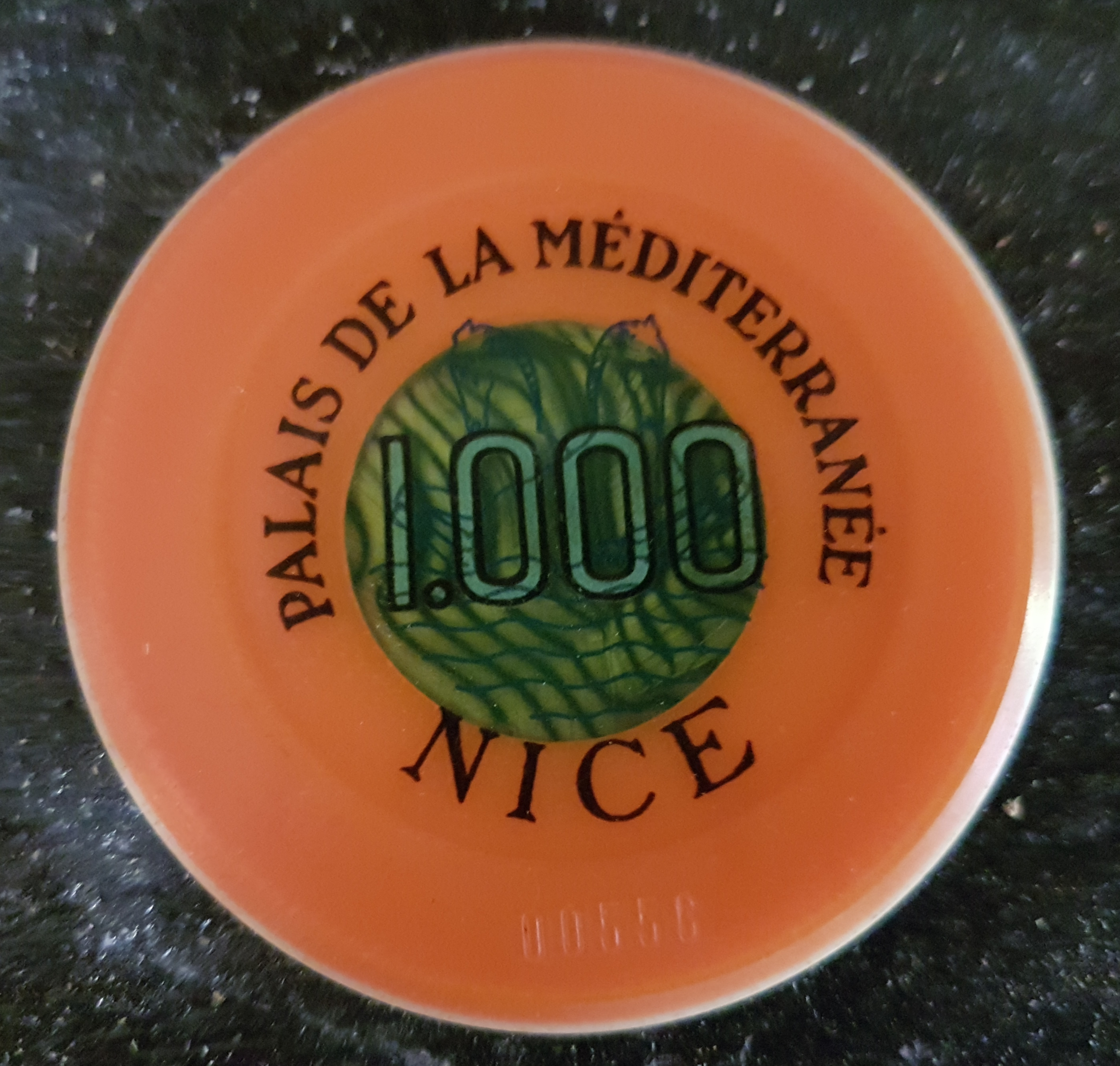
Jeton numéroté du Casino Palais de la Méditerranée avant 1978

- Les jetons de type casinos (casino chips) sont plus rares mais peuvent être achetés, souvent au prix fort car certains d'entre eux peuvent être marqués pour éviter la contrefaçon (comme les billets) ou, à la demande, posséder le système RFID pour marquer et identifier les jetons.

Il existe aussi des noms aux décors des jetons (Dices, Suited par exemple), indépendants de la matière (généralement argile ou composite). Ils correspondent aux dés ou aux cartes gravées sur le jeton lui-même.

### Dimensions
La taille d'un jeton est relativement standard. À quelques exceptions près (de l'ordre du millimètre), elle se compose de la manière suivante :
- 39 millimètres de diamètre
- 3,4 millimètres de hauteur

Le poids varie généralement entre 10 et 13,5 g. Le plus souvent, il sera de 11,5 g pour les versions composites et les versions casinos. les versions alourdies des composites (Double Dices ou Double Suit) ainsi que les coin-inlay seront plus lourdes (13,5 g). Quant aux céramiques, ils se rapprocheront des clay (10 g).

### Couleurs des jetons

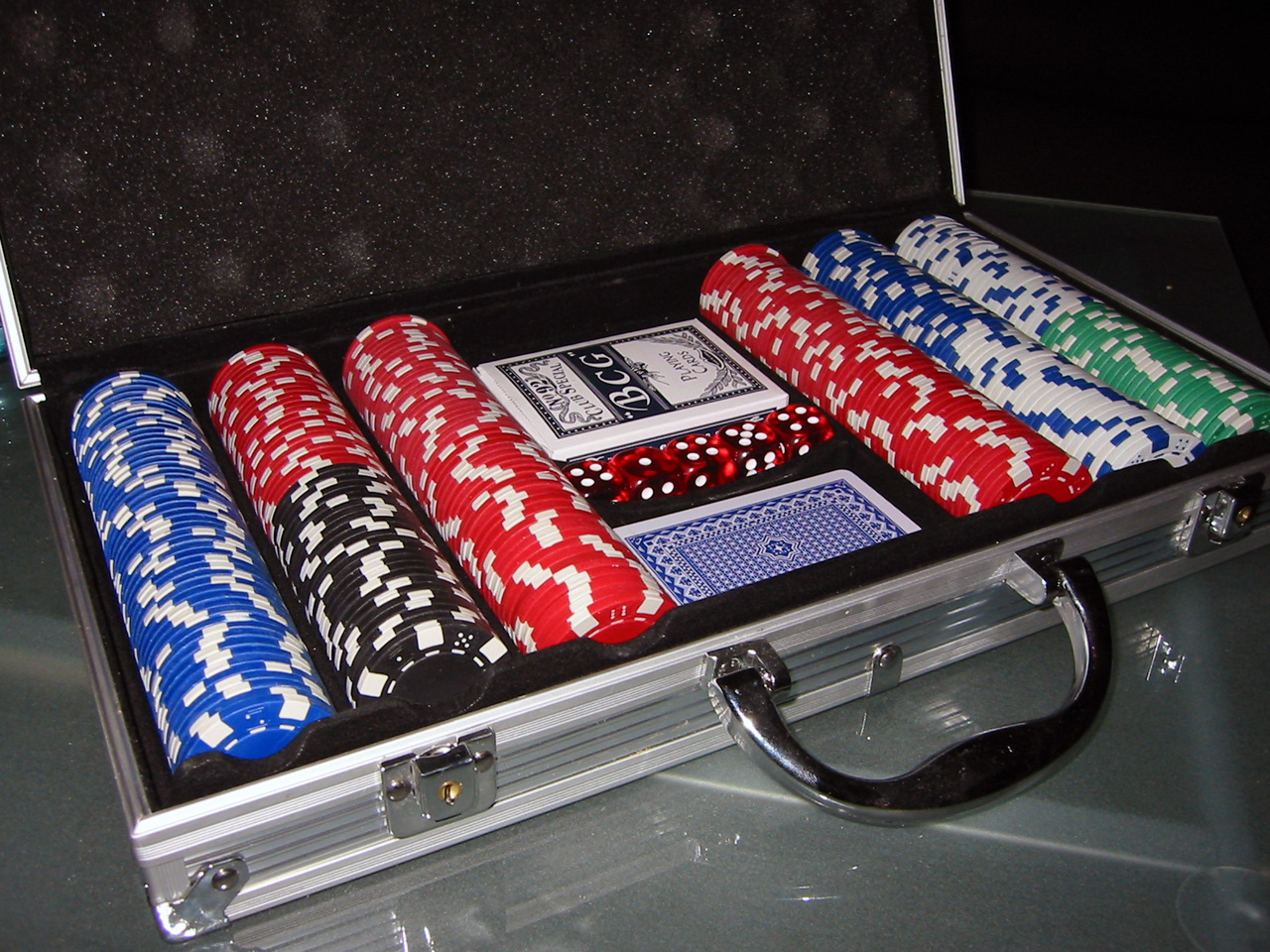
Mallette de jeton de casino

Ces valeurs sont données à titre indicatif, mais vous pouvez modifier les valeurs pour jouer entre amis en fonction du nombre de jetons dont vous disposez.
- Le jeu de jetons standard utilise cinq ou huit couleurs (les cinq couleurs standards sont livrées dans les mallettes de poker standards) :
  - Blanc ou Gris : 1 €
  - Rouge : 5 € (ou 25 €)
  - Bleu : 10 € ou 50 € (ce jeton n'est pas un jeton de poker, en principe, mais il peut être utilisé pour les 10 € ou 50 €)
  - Vert : 25 €
  - Noir : 100 €
- Trois valeurs supplémentaires (on peut les acheter notamment comme « recharges ») :
  - Violet : 500 €
  - Jaune : 1 000 €
  - Orange : 5 000 €

Les valeurs sont données en euros, mais un jeton blanc peut aussi bien valoir 1 $ ou 1 £, ainsi qu'un jeton vert peut valoir 25 $ ou 25 £.
Les cinq couleurs de jetons les plus courantes sont donc : blanc, rouge, bleu, vert et noir. Les couleurs changent selon les casinos et les clubs, mais on admet le standard du Bellagio.
Le jeu de jetons du Bellagio est le plus complet :
- Bleu clair avec rayures orange : 0,01 $
- Violet avec rayures blanches : 0,05 $
- Orange avec des rayures bleues : 0,10 $
- Gris avec rayures blanches : 0,25 $
- Jaune avec rayures bleues : 0,50 $
- Blanc avec rayures bleues : 1 $
- Rouge avec rayures blanches : 5 $
- Vert avec rayures blanches : 25 $
- Noir avec rayures blanches : 100 $
- Rouge avec rayures jaunes : 500 $
- Orange avec rayures blanches : 1 000 $
- Rose avec rayures : 5 000 $
- Bleu clair avec rayures rouges : 10 000 $
- Bleu ciel avec rayures blanches : 25 000 $
- Violet avec rayures jaunes : 100 000 $
- Violet avec rayures orange : 500 000 $
- Bleu avec rayures orange : 1 000 000 $

## Nombre de jetons
La quantité de jetons nécessaires pour une partie de poker dépend du nombre de joueurs présents à la table et de la variante pratiquée. Les jetons sont généralement vendus en assortiment de 100 à 1 000 pièces.
Le nombre de jetons de roulette dépend du montant. Les jetons de la roulette sont différents des jetons des autres jeux de casino. Les jetons représentent de l'argent réel dans le jeu de la roulette. Chaque joueur reçoit des jetons d'une couleur spécifique, afin qu'ils ne puissent pas être confondus avec les jetons des autres joueurs.